# トーキョーゲーム
『トーキョーゲーム』（TOKYO GAME）は、青山広美による日本の漫画。『近代麻雀オリジナル』（竹書房）1993年4月号から1994年12月号まで連載された。話数の単位は「GAME.-」。単行本は近代麻雀コミックス全2巻が竹書房より発売された。

## あらすじ
1999年7月、後に「アンゴルモア・クラッシュ」と呼ばれる直下型大地震により東京は壊滅した。数年の時を経て、新東京市街地（ニューベルトシティー）が建設されるが、廃墟となった旧都庁の周辺はそのまま放置され、無法地帯となっていた。2014年、顔に大きな傷を持つ長身の男が、旧都庁こと「ゴルゴダタワー」に出現した。
ゴルゴダタワーの各フロアにてパスカードを入手し、最上階までたどり着いた者には不老不死を実現するドラッグ「ハレルヤ」が与えられる。そのため、「ゴルゴダタワー」内は臓器や命までも賭けることを辞さないギャンブラーであふれかえっていた。通常は同じフロアに居るギャンブラー達と戦い、金を稼ぎ、パスカードを入手して次のフロアに進むのだが、謎の男の狙いは「特別パス」にあった。各フロアを司る「フロアマスター」にそれぞれの生命を賭けた麻雀「トーキョーゲーム」で勝利すれば、次の階に進むための特別パスカードが入手できるのだ。しかし、男は「ハレルヤ」をすでに大量に所持していた…。
謎の男は一階のフロアマスターを圧倒的な力で破ってカードを入手し、「トーキョーゲーム」のルール通り命まで平然と奪った。次のフロアにおいても、パスカードをすでに持つ男と対戦し、これを撃破。対局に参加した臓器ディーラーの少年、トリによって「青い星」と呼ばれるようになった男だが、最上階を目指す目的は塔の支配者「椅子の男」を殺す事であると告げる。

## 登場人物

### 主要人物
青い星（アオイホシ）
本編の主人公。ロングコートにサングラス、といういでたちの巨漢。額に「青い星」と呼ばれるゆえんとなる大きな傷を持つ。
大人の男を一撃で撲殺するほどの腕力を持つ。また麻雀においても圧倒的な実力を持つが、その力の根源は「信じる心」であるとする。普段はシリアスな雰囲気を醸し出す一方で箸の使い方が分からず、ラーメンを食べるのに苦戦するなどコミカルな一面もある（ただし、無事に完食している）。
コミックス第2巻の描き下ろし「The Game After」において、アンゴルモア・クラッシュ以前は博徒系暴力団の代打ちだったことが明らかにされた。なお、本名は一郎（いちろう、名字不明）である。
トリ
「ゴルゴダ臓器サービス」に在籍し、臓器売買を生業とする少年。15歳。
青い星がパスを持たずにゲートをくぐろうとした際、「自殺するくらいなら全臓器引き取らせてくれよ」と引き止めたのが縁で、最上階を目指す旅に同行することになった。臓器ディーラーのため各階をフリーパスで移動でき、また、各フロアマスターの情報などにも詳しいが、雀力で遅れを取ることが多い。
アリサ
通称「チキン工場」と呼ばれるフロアにおいて、臓器売買のためだけに養育される子供たちの中から、フロアマスターの側近として選ばれた少女。
フロアマスターであり養父のパパ・エデンが敗北した後、青い星に同行する。後に青い星の双子の弟の存在を知覚し、自らの口を借りて語らせるなどの超能力が発現した。
クジラ一味
飛行船でゴルゴダタワーと新市街地を行き来する中年男性の3人組。
リーダー格の「ボスくじら」いわく自称収集マニアで、ゴルゴダタワーで集めた物品は新市街地で高値で売れるため、青い星と「ハレルヤ」を賭けて勝負した。麻雀の実力は高くないが、捨て牌を読まずに相手の人間を読む、という戦法で青い星を追い込んだ。しかし青い星のリーヅモ・裏ドラ12によって逆転負けを喫する。

### フロアマスター
ボス・キリスト
最初のフロアマスター。キリスト教風の僧衣、禿頭に鉄条網の冠を載せ、目に鉄のボルトのようなものを埋め込んだ異様な姿の小男。
対戦相手の心の中を覗く能力を有しているが、地獄のような気の渦巻く青い星の内面は見えず、恐怖し惨敗する。
ゴッドウルフ
二番目のフロアマスター。背広にネクタイ、眼鏡と言う典型的なサラリーマンの風貌をしているが実力は高く、敗者にはジガバチの突然変異の幼虫を寄生させ、生き地獄を味わわせて殺すことを楽しみとしている。
アンゴルモア・クラッシュの時に妻と娘を目の前で失ってから狂気の虜となり、トーキョーゲームで命を賭けることにおいて辛うじて自我を保ってきた。最後には青い星に恐怖し、人間らしい心を取り戻して妻と娘のもとへ旅立った。
ローザ
三番目のフロアマスター。夫であるモルガンの開発したシステムに肉体が直結している。
アンゴルモア・クラッシュの際に暴徒と化した大衆のため、視力と子宮を失った。
モルガン
ローザの夫で、外国人の数学者。ローザに肉体改造を施した。
アンゴルモア・クラッシュの後も故国に戻らず、2人の未来を奪った愚者たちへの復讐のため、ギャンブラー達を迎え撃つ。万を超える麻雀の基本戦術を選び、無敵のプログラムを開発したが、ローザの人間性が災いして青い星に破れる。青い星に「椅子の男」に関するデータの入ったディスクを渡し、ローザと2人でゴルゴダタワーを去った。
パパ・エデン
第四のフロアマスター。「チキン工場」と呼ばれるフロアにて、臓器売買用の子供達を養育しているが、事情を知らない子供たちには愛されている。
本人も子供達には優しく、幼稚園の中のようなフロアでは手作りの食事、医療、教育、そして愛情を与え、つかの間であっても本物のエデンの園のような暮らしをさせてあげたいと思っている。臓器売買は必要悪であると、幻視力を使ってトリを懐柔するが、青い星には通用せず、自らの醜い容貌を隠していた幻影までも破られた。対局を続けるが本気を出した青い星の前には敵ではなく、最後にツモ上がりをされた時に「お前のその力は何のためにある?」「人は愛する者のために闘うのではないか」と諭され、子供たちを連れてタワーを降りることを決意する。
サムライ
最後のフロアマスター。最強を誇り、マスター・キングとも呼ばれる。日本刀を携えた和装の、壮年の男で、かつては武闘派暴力団のトップであったことを匂わせる描写がある。最強の敵と戦い、倒すためにゴルゴダタワーにて待ち続けていた。またその間、「ハレルヤ」を求めて獣のようになった人間達を斬り、魂を解放することを自らの使命に課しており、斬った相手の中には自身の一人息子もいたという。
謎の老婆（通称ババ）とトリを加え、青天井ルールにて青い星と勝負する。対局中に青い星が刺客に襲われ負傷、アリサが代打ちとなるが、これを嘲笑うかのごとく点棒を積み上げ続け、60億点を超える点差をつける。しかし帰ってきた青い星を相手にリードを守ろうとしたことを「お前は逃げた」「臆病者がどれだけリードしようがチリに等しい」と指摘された後、378京3023兆6869億点の放銃をし、破れる。
予言ババァ
サムライのフロアに到達した一行を出迎えた。ローブに杖、皺だらけの顔と、いかにも魔女然とした老婆。本名不詳。
予言をしたり、アリサに超能力が潜在していることを言い当てたりと、特殊な能力を持つ。
対局中は動きは少なく、和了もしないが、放銃することもない。サムライが負けて自決をほのめかした際に、共に去っていった。その正体はサムライの母親である。

### プロジェクト『椅子の男』
ソルジャー
掌にレーザー兵器を組み込んだ2人の男。青い星の命を狙っている。「トーキョーゲーム」のルールを無視して、暴力のみによって最上階を目指す。
二郎（じろう）
青い星の双子の弟。不老不死の「ハレルヤ因子」を体に持つため、「ハレルヤ」培養器として永遠の虜囚となっている。
Dr.ゴドー
不老不死ドラッグ「ハレルヤ」の開発者にして、ゴルゴダタワーの主。90歳の時にハレルヤを開発し、その後は臓器移植によって永遠の若さを保ってきた。同じ「ハレルヤ因子」を持つ青い星の肉体を使って臓器交換の不要な「ハレルヤII」の開発を目論んでいる。

### その他
銛の男
物語の冒頭で青い星をゴルゴダタワーに案内した。正式な名前は不明。新東京市街からハレルヤを求めてやって来たが、負けが嵩み、売れる臓器を徐々に売却し、生殖器を売却したところで諦めた。
案内の礼として青い星からもらった「ハレルヤ」を売った金で全臓器を買い戻した上、青い星グッズを売る「青い星商店」を開業するが、ソルジャー達によって惨殺される。
バンダナの男
第二のフロアで、すでにパスカードを入手していたが、貯金を増やすために上の階に登らず打ち続けていた。正式な名前は不明。青い星に「無意味なギャンブルに漬かったクズ」と罵られた上、対局中のイカサマを見破られて手首を切断された。
トーキョーゲームに負けたため青い星にカードを渡したが、未練があったため「どうしてもというならオレを殺してから行け」と言ってゲートの前に立ちふさがり、自分で言った通り撲殺された。
タカハシ
トリの幼なじみで、同じく臓器屋の少年。かつては2人でお金を貯め、一緒に塔を出て新市街で平和に暮らそうと約束していたが、トリが青い星に同行することを決意したため約束は反故にされた。
最後のひと勝負ということで、トリとコンビを組んでトーキョーゲームを行うが、これまでの不満を募らせていたタカハシは対戦相手と結託し、トリを陥れようとする。しかし最終的にはトリに負け、対局相手達に臓器を取られる事になった。
マスター
単行本第2巻の巻末描き下ろし「The Game After」に登場する雀荘のマスター。
1995年の春、若き日の青い星と対戦し、完膚なきまでに叩き伏せる。その正体は…

## 用語
ハレルヤ
世界中のあらゆる人間が渇望する不老不死のドラッグ。正式には不老不死ワクチン「G-37」。特定のレトロウィルスが人間の体内で「ハレルヤ因子」と呼ばれる遺伝子と結合すると、不老不死をもたらすウィルスに変化する。
ただしレトロウィルスに感染した時点で感染者には奇怪な症状が現れ、肉体は原型を留めなくなる。また、「ハレルヤ因子」を持つ人間は全人類の中で2人しか発見されていない。
「ハレルヤ」は老化遺伝子を阻害し、歳を取らなくする効果があるが、事故や病気の際には臓器交換等の適切な処置をする必要がある。さらに神経細胞、免疫、生殖能力は実年齢に従って減退し、回復させる手だてはない。このため開発者のDr.ゴドー本人も、見かけは若いが実質的には老人の肉体であると告白している。
流通については、入手できるのは政治家など一部の権力者、またはゴルゴダタワーの最上階に達したギャンブラーのみであるため、ボス・キリストなどは幻のドラッグと呼んでいる。ボスくじらによると、ハレルヤ入手の優先順位をめぐって犯罪が絶えず、国家間の戦争に発展したケースまで存在するとのことである。
ゴルゴダタワー
新宿の旧都庁。最上階にたどり着くと「ハレルヤ」が手に入るため、命知らずのギャンブラーと臓器売買業者が群がる場所となっている。銛の男いわく、旧都庁周辺でさえゴルゴダタワー内部に比べると穏やかであるという。
アンゴルモア・クラッシュ
1999年7の月に東京を襲った直下型大地震。
トーキョーゲーム
ゴルゴダタワーの内部、及びその周辺で行われる特殊レートの4人打ち麻雀。ルールは日本の麻雀と同様だが、サシウマの敗者は命まで含めて全てを失う。ただしどこからどこまで奪うかは勝利者が決定するらしく、青い星が勝利者の権利として対戦相手の命を奪ったのはボス・キリスト戦のみである。
ニューカブキチョー
ゴッドウルフの階とローザ・モルガンの階の間に有る中立フロア。名前の由来は、かつて近辺に存在した繁華街の名前。フロアマスターが存在せず、全体がフリーマーケットとなっている。かつての新宿に色々な国籍の人間が住んでいたためか、多種多様な顧客が出入りしていて、看板等は英語、韓国語など複数の外国語で表記されている。
食堂、医院、風呂屋、喫茶店、ドラッグストア、映画館、売春宿などがあり、トリによるとこのフロアで手に入らないものはない。
トリとタカハシの行きつけのラーメン屋「来々軒」には青い星の直筆サインが存在する。これは店主が「ラーメン屋に有名人の色紙はつきもの」として本人に要求したものである。また、単行本第一回の描き下ろし4コマ漫画ではサインのみならず手形まで入手していたことが明らかにされた。
なお、青い星が「カブキチョー」という名前や、箸を使ってラーメンを食べる方法を知らない描写があるが、アンゴルモア・クラッシュ以前には日本で暮らしていたはずなので、なぜそのようなことを忘れているのかは不明である。
椅子の男
本来はハレルヤ生産プロジェクト『Chromosome Agar for Irrevocably Mandate』（染色体培養による究極的世界統治）の略号（Chairman＝椅子の男）であったが、プロジェクトが進行するにつれ、ハレルヤ因子を持つ人間がレトロウィルスに感染して培養器となった状態を指す隠語となった。

## 単行本
- 第1巻 ISBN 978-4-884-75772-4 1994年12月28日発刊
- 第2巻 ISBN 978-4-884-75776-2 1995年1月13日発刊